# Soyez les bienvenus (film, 1953)
Pour les articles homonymes, voir Soyez les bienvenus.
Pour plus de détails, voir Fiche technique et Distribution.
Soyez les bienvenus ou L'Autocar en folie est un film français de Pierre-Louis sorti en 1953.

## Synopsis
L'autocar transportant la compagnie de Jean Nohain, en tournée d'émissions radiophoniques de ville en ville, tombe en panne dans un petit village. Les habitants immobilisent la troupe pour l'obliger à enregistrer l'émission sur place.

## Fiche technique
- Titre : Soyez les bienvenus ; L'Autocar en Folie (titre alternatif)
- Réalisation et scénario : Pierre-Louis
- Dialogues : Jean Nohain
- Adaptation : André Leclerc
- Production : Robert de Nesle
- Musique : Henri Betti
- Photographie : Fred Langenfeld
- Montage : Hélène Battini et Jeannette Berton
- Décors : Raymond Nègre
- Maquillage : Jean-Jacques Chanteau et John Schoukens
- Son : René Longuet, Léon Longuet et Raphaël Delouvrier
- Société de production : Compagnie Française de Production Cinématographique
- Société de distribution : Comptoir Français du Film
- Lieu de tournage : Saint-Prix
- Pays : France
- Langue : Français
- Format : Noir et blanc - 35 mm - Mono
- Durée : 85 minutes
- Dates de sortie :
  - France : 10 juillet 1953

## Distribution
- Jean Nohain : lui-même
- Raymond Bussières : Monsieur Rossignol
- Annette Poivre : Annette Rossignol
- Sophie Sel : Sophie Rossignol
- Pauline Carton : Mademoiselle Lulu
- Philippe Olive : Monsieur Leduc
- Pierre-Louis : Max Burd
- Pierre Olaf : Monsieur Patin
- Christiane Jacquier : Mademoiselle Cricri
- Catherine Agier : Catherine Rossignol
- Michel Nastorg : Michaud
- Alexandre Dréan : lui-même
- Armand Mestral : lui-même
- Henri Betti : lui-même (non-crédité)
- Emmanuel Cheval : lui-même (non-crédité)
- Dany Kane : lui-même (non-crédité)
- Roger Lanzac : lui-même (non-crédité)
- André Leclerc : lui-même (non-crédité)
- Monique Maurène : elle-même (non-créditée)
- René Pascal : lui-même (non-crédité)
- Édouard Rousseau : lui-même (non-crédité)
- Jean Yonnel : lui-même (non-crédité)

## Chansons du film
Chansons composées par Henri Betti avec des paroles de Jean Nohain :
- La Pluie et le Beau Temps
  - Interprétation : Christiane Jacquier

- Ollé, Ollé... Tickets, Tickets...
  - Interprétation : Roger Lanzac

- La Fontaine de Saint Eloi
  - Interprétation : Christiane Jacquier

- L'Amour ! L'Amour !
  - Interprétation : Monique Maurène

- Touchant, Touchant
  - Interprétation : Roger Lanzac

- Le Beau Pedro
  - Interprétation : Armand Mestral

## Autour du film
Le compositeur de la musique du film Henri Betti y joue son propre rôle. Durant une scène, l'orchestre joue la mélodie des chansons C'est si bon et Mais qu’est-ce que j’ai ? (1947).
La chanson Le Beau Pedro a été utilisée dans le film Le Portrait de son père réalisé par André Berthomieu la même année.